# Eduardo Vácquer
Eduardo Adrián Vácquer y López (Cádiz, 1772 - Sevilla, 1804) fue un poeta español del Neoclasicismo, miembro de la Escuela poética sevillana.
De oscuros orígenes, fue cura de San Julián, amancebado con una mujer. Participó en las oposiciones a la canonjía de la Capilla Real de Sevilla que lo enfrentaron a su examigo José María Blanco White, que fue quien ganó. Discípulo poético de Arjona, fue cofundador de la Academia de Letras Humanas de Sevilla y la defendió contra un impugnador en Poesías de una academia de letras humanas de Sevilla, Antecede una vindicación de aquella Junta, escrita por su individuo Eduardo Vácquer, presbítero, contra los insultos de un impreso (Sevilla, 1797).